# Miguel (cantante)
Miguel Jontel Pimentel (San Pedro, Los Ángeles; 23 de octubre de 1985), más conocido como Miguel, es un cantante, letrista, productor musical, guitarrista y bailarín estadounidense de origen afromexicano. Comenzó a crear música a los trece años. Después de firmar con Jive Records en 2007, Miguel lanzó su álbum debut de estudio, All I Want Is You, en noviembre de 2010. Aunque el álbum careció de la promoción necesaria y desempeñó mal después de su lanzamiento, se convirtió en un éxito durmiente y ayudó a Miguel a lograr éxito comercial.
Después de la disolución de Jive en 2011, se trasladó a RCA Records y lanzó su segundo álbum de estudio, Kaleidoscope Dream, en 2012, siendo mundialmente aclamado por la crítica. El 29 de junio de 2015, Miguel lanzó su tercer álbum de estudio, Wildheart, que también recibió opiniones entusiastas por parte de la crítica universal. Miguel incorpora estilos de R&B, funk, hip hop, rock y electrónica en su música, y ha sido comparado con los vocalistas Babyface y Prince.

## Biografía
Miguel Jontel Pimentel nació y creció en San Pedro, Los Ángeles, California. Es uno de los dos hijos que tuvo un matrimonio compuesto por un padre mexicano-estadounidense y una madre afro-estadounidense, quienes se divorciaron cuando Miguel tenía ocho años. A temprana edad, Miguel comenzó a escuchar el rhythm and blues que oía su madre y el funk, el hip hop, el jazz y el rock clásico que le gustaba a su padre. A los cinco años, Miguel quería convertirse en bailarín. Sin embargo, a los trece comenzó su carrera musical. A los catorce estaba escribiendo canciones y desarrollando ideas con un grabador de cuatro pistas que un tío le prestó. Cuando cursaba el noveno grado, Miguel fue presentado por un amigo a un miembro de la compañía de producción Drop Squad. Posteriormente, pasó el resto de su enseñanza secundaria aprendiendo de música en el estudio de grabación en busca de un contrato discográfico. El 4 de marzo de 2018 en la 90.ª ceremonia de entrega de los Premios Óscar interpretó junto a Natalia Lafourcade y Gael García el tema "Remember Me" banda sonora de la película Coco.

## Vida personal
Comenzó una relación con la modelo Nazanin Mandi en 2005. En enero de 2016 anunció que estaban comprometidos. La pareja se casó el 24 de noviembre de 2018 en Hummingbird Nest Ranch en Santa Susana (California).
El 27 de septiembre de 2021 anunciaron su separación.

## Discografía

### Álbumes de estudio
- All I Want Is You (2010)
- Kaleidoscope Dream (2012)
- Wildheart (2015)
- War & Leisure (2017)

## Filmografía
- Live by Night (2016)